# Enda inter-arabe
enda inter-arabe — входящая в группу Enda Tiers-Monde действующая в Тунисе международная общественная организация, первый и крупнейший в стране игрок на рынке микрокредитования.
Организация декларирует стремление решать проблемы маргинализированных лиц, в первую очередь среди женщин и молодёжи, путём предоставления микрокредитов, в частности на реализацию инициатив в области микропредпринимательства.

## Организация
Международная общественная организация enda inter-arabe основана в Тунисе в 1990 году супругами Эссмой Бен Хамидой (англ. Essma Ben Hamida) и Мишелем Кракнеллом (англ. Michael Cracknell).
Организация входит в созданную в 1972 году группу Enda Tiers-Monde, штаб-квартира которой расположена в Дакаре (Сенегал).
Начиная с ноября 2011 года получила полную юридическую и оперативную автономию.
enda inter-arabe действует по закону № 93-80 от 23 июля 1993 года, по которому международные общественны организации могут создаваться и действовать в Тунисе.
С момента создания и на 2015 год Эссма Бен Хамида (англ. Essma Ben Hamida) руководит организацией (CEO), Мишель Кракнелл (англ. Michael Cracknell) является её генеральным секретарём.
На всём протяжении деятельности организация получала финансирование от внешних международных организаций.
В частности микрофинансовая деятельность была поддержана, в том числе и фондированием со стороны Международной финансовой корпорации.

## Деятельность
Первоначально enda inter-arabe преследовала цели в области экологии.
Например, она занималась развитием национального парка Ишкёль (при финансировании со стороны Европейского союза), борьбой с опустыниванием (Канадский научно-исследовательский центр международного развития) и деятельностью в области лекарственных растений (Enda Tiers-Monde).
Кроме того, в первые годы enda inter-arabe провела в Тунисе несколько международных конференций по сходным с поднятыми ООН в это время темам.
К 1993 году enda inter-arabe при финансировании со стороны ЕС сосредоточилась на социальных вопросах и в частности проблемам бедности, профессионального обучения, женского здравоохранения и т. п.
К 1995 году enda inter-arabe постепенно начала заниматься микрокредитованием, которое, по мнению её руководства, должно было решать социальные проблемы системным образом, а организации предоставить финансовую независимость.
Начиная с 2000-х годов эта деятельность стала для организации практически исключительной.
В июле 2005 года, в дополнение к международному статусу, Центральный банк Туниса предоставил enda inter-arabe статус резидента, что позволило получать кредиты от тунисских банков.
К международным общественным организациям, которой является enda inter-arabe, применяется во многом отличное от национального законодательство.
В частности, микрокредитование в Тунисе в значительной степени монополизировано и зарегулировано (от бюрократических препон по регистрации, до порядка и размера выдаваемых займов и предельных процентных ставок по ним).
Поэтому рынок микрокредитования в Тунисе практически пуст.
Однако статус международной общественной организации фактически позволяет enda inter-arabe выдавать любые суммы, на любых условия и под любые ставки, находясь вне национального правового поля в этой области.
Эта уловка позволила организации стать лидером рынка микрокредитования в стране.
enda inter-arabe выдаёт как традиционные для микропредпринимательства «групповые кредиты» (займы нескольким лицам под субсидиарную ответственность) так и индивидуальные займы под гарантию третей стороны, или даже инвестиционные кредиты под проекты для зарекомендовавших себя заёмщиков.
Кроме традиционных кредитов на развитие бизнеса и сезонных кредитов (цикла урожая), организация выдаёт экстренные займы (потоп, пожар, болезнь и т. п.).
Типичная сумма кредитов составляет от 120 до 4 000 долларов США.
Причём получение большей увязывается с добросовестным погашением предыдущих (фактически внутреннего кредитного рейтинга).

## Показатели деятельности
К 2003 году enda inter-arabe достигла окупаемости и финансовой устойчивости.
На конец сентября 2012 года enda inter-arabe управляла кредитным портфелем в размере 79,981 млн долларов США, обсуживая 209 006 клиентов через сеть из 67 офисов.

## Оценки
Начиная с 2006 года независимое рейтинговое агентство Planet Rating присваивает enda inter-arabe финансовый рейтинг B+ с позитивным прогнозом.
Начиная с 2008 года независимое рейтинговое агентство микрокредитных организаций MicroRate присваивает enda inter-arabe максимальный из действующих финансовый рейтинг «a-» и наивысшие в области социальной направленности деятельности.
В 2010 году Эссма Хамида была признана Фондом Шваба социальным предпринимателем года.